# Fallwerk

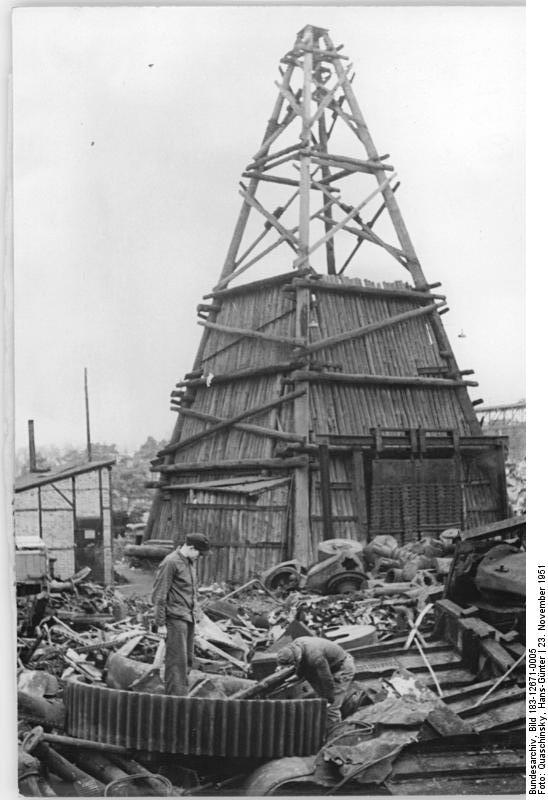
Außenansicht eines Fallwerks 1951

Ein Fallwerk dient zur Zerkleinerung von großformatigen Schrott-Teilen, insbesondere Gußstücken.

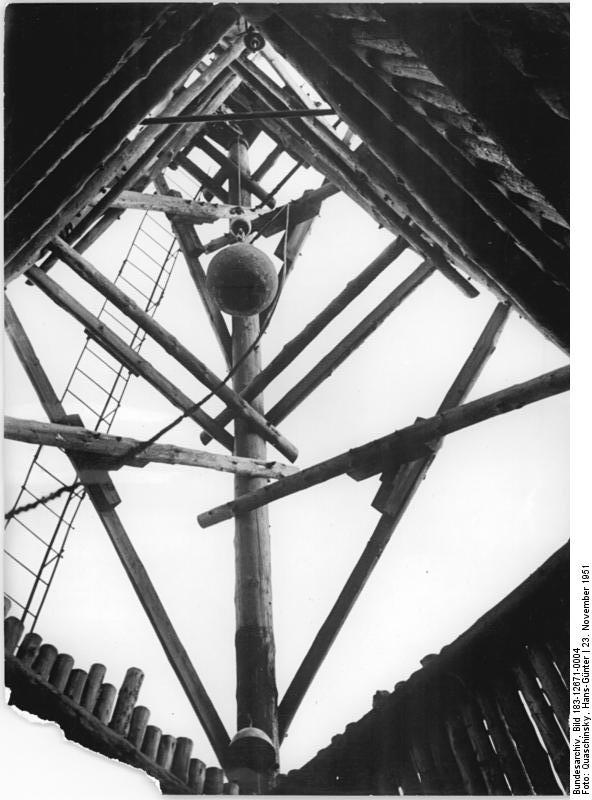
Hochgezogener Fallbär

## Funktion
Ein Gewicht (Fallbär oder Fallbirne) (500–2000 kg) wird mittels eines Seilzuges in einem Turm (Höhe ≈ 8 m) angehoben und durch Ausklinken auf das auf einem festen Fundament (Schabotte) liegende Schrottstück fallen gelassen, dass zerkleinert werden soll. Der Fallbär mit seiner kinetischen Energie zerschlägt den Schrott. Um die Fallhöhe zu erhöhen, kann das Fundament auch in einer Grube angeordnet sein. Eine massive Verkleidung um das Fallwerk herum verhindert das Umherfliegen von Schrottsplittern und verbessert den Schallschutz.

## Historie
Fallwerke zur Schrottzerkleinerung werden bis heute benutzt, im historischen Kontext bezeichnet man per Menschenkraft (also nicht hydraulisch oder pneumatisch) angetriebene Fallhämmer auch als Fallwerk.